# Nauplius daltonii
Nauplius daltonii là một loài thực vật có hoa trong họ Cúc. Loài này được (Webb) Wiklund mô tả khoa học đầu tiên năm 1986.